# Lipsko-Kosobudy
Lipsko-Kosobudy – wieś w Polsce położona w województwie lubelskim, w powiecie zamojskim, w gminie Zamość.
W latach 1975–1998 miejscowość administracyjnie należała do województwa zamojskiego.
Wieś jest sołectwem w gminie Zamość. Według Narodowego Spisu Powszechnego z roku 2011 wieś liczyła 131 mieszkańców
Wierni Kościoła rzymskokatolickiego należą do parafii św. Jana Chrzciciela w Lipsku.

## Historia
Historia wsi rozpoczyna się w okresie międzywojennym po roku 1921, bowiem w narodowym spisie powszechnym z tego roku jeszcze nie występuje. Po raz pierwszy została ukazana na mapie z 1935 roku jako Kolonia Lipsko - Kosobudy (Wojskowa mapa taktyczna Polski Wojskowego Instytutu Geograficznego, z 1928-38 r., ark. 71.). Pod takąż samą nazwą uwzględniono wieś w spisie diecezjalnym z 1948 roku (Spis kościołów i duchowieństwa diecezji lubelskiej, Lublin 1948, s. 184.).